# Ciénaga de Zapatosa
Ciénaga de Zapatosa är en lagun i Colombia. Den ligger i den norra delen av landet, 500 km norr om huvudstaden Bogotá. Ciénaga de Zapatosa ligger 22 meter över havet.